# إيطاليا للطرق السريعة
إيطاليا للطرق السريعة بالإيطالية (Autostrade per l'Italia). هي شركة مساهمة إيطالية ، ولدت في الأصل كشركة مملوكة ملكية عامة تحت سيطرة أي أر أي ، ولكن تمت خصخصتها في عام 1999 ثم تأسست في شكلها الحالي في عام 2003.[بحاجة لمصدر] يتمثل نشاطها في إدارة أقسام الطرق السريعة الخاضعة للامتياز ، بالإضافة إلى إجراء الصيانة ذات الصلة. 
الشركة جزء من مجموعة أتلانتيا التي تمتلك 88.06٪ من رأس المال والتي تشير ، بصفتها المساهم الرئيسي ، إلى عائلة بنتون.[بحاجة لمصدر]
حتى ربيع عام 2021 ، سيتم تشكيل شركة جديدة ستنقل إليها أتلانتيا نسبة 70 ٪ من الإجراءات التي اتخذها بشأن حقوق ملكية أسبي. سيدفع البنك العام كاسا ديبوست اي بريستيتي زيادة مبدئية في رأس المال تبلغ أربعة مليارات يورو لتغطية ديون أسبي طويلة الأجل وملياري أخرى لشراء السعر المتبقي البالغ 18٪ الذي تملكه أتلانتيا في أسبي. 